# Ebony Hoffman
Ebony Vernice Hoffman (ur. 27 sierpnia 1982 w Los Angeles) – amerykańska koszykarka występująca na pozycji skrzydłowej, obecnie asystentka trenerki Seattle Storm.
Została pierwszą zawodniczką drużyny USC Trojans, od czasów Cheryl Miller i pierwszą w historii konferencji Pacific-10, która zdobyła więcej niż 1500 punktów, 1000 zbiórek oraz 245 przechwytów w karierze.
21 stycznia 2022 została asystentką trenerki Seattle Storm.

## Osiągnięcia
Na podstawie, o ile nie zaznaczono inaczej.

### NCAA
- Zaliczona do:
  - I składu:
    - All-Pac-10 (2002–2004)
    - najlepszych zawodniczek pierwszorocznych:
      - Pac-10 (2001)
      - NCAA (2001 przez Basketball Times)

    - turnieju  Paradise Jam (2002)

  - składu honorable mention:
    - Kodak/WBCA All-America (2003, 2004)
    - Pac-10 (2001)

### WNBA
- Wicemistrzyni WNBA (2009)
- Największy postęp WNBA (2008)[5]

### Drużynowe
- Mistrzyni:
  - Ligi Bałtyckiej (2007)
  - Litwy (2007)
  - Turcji (2008, 2010)[6][7]
  - Izraela (2009)[8]
- Zdobywczyni pucharu:
  - Turcji (2008)[6]
  - Włoch (2006)[9]
  - Izraela (2015)[10]
- Finalistka pucharu:
  - Turcji (2010)[7]
  - Izraela (2008)[8]

### Indywidualne
- Uczestniczka meczu gwiazd:
  - NWBL (2005)[11]
  - ligi włoskiej (2006)[9]
  - chińskiej ligi WBCA (2011)[12]
- Zaliczona do (przez eurobasket.com):
  - I składu:
    - ligi izraelskiej (2009)[8]
    - zawodniczek zagranicznych ligi:
      - izraelskiej (2009)[8]
      - chińskiej WBCA (2011)[12]

  - II składu:
    - ligi izraelskiej (2015)[10]
    - WBCA (2011)[12]

  - składu honorable mention ligi tureckiej (2012)[13]

### Reprezentacja
- Mistrzyni:
  - Ameryki U–18 (2000)[14]
  - Ameryki U–21 (2002)